# Mérida (Španělsko)
Mérida,  původně latinsky Emerita Augusta, je hlavní město španělského autonomního společenství Extremadura. Nachází se v provincii Badajoz a podle údajů z 1. ledna 2023 zde žilo 59 461 obyvatel.

## Historie
Pravěké osídlení z doby kamenné dokládá dolmén z Lanacy, komorová hrobka, stojící severně od města. Tato archeologická lokalita byla v roce 1993 zařazena ke světovému dědictví UNESCO.
V roce 25 př. n. l. město ve starověké Římské říši založil pozdější římský císař Augustus jako kolonii pro veterány z římských legií (nazývané emerites) a nazval je Emerita Augusta. Byla hlavním městem tehdejší provincie Lusitania. Postupem času byly postaveny četné reprezentativní budovy: divadla, amfiteátry, cirkusy, chrámy, mosty a akvadukty. Až do pádu Římské říše byla Mérida důležitým hospodářským, vojenským a kulturním centrem.

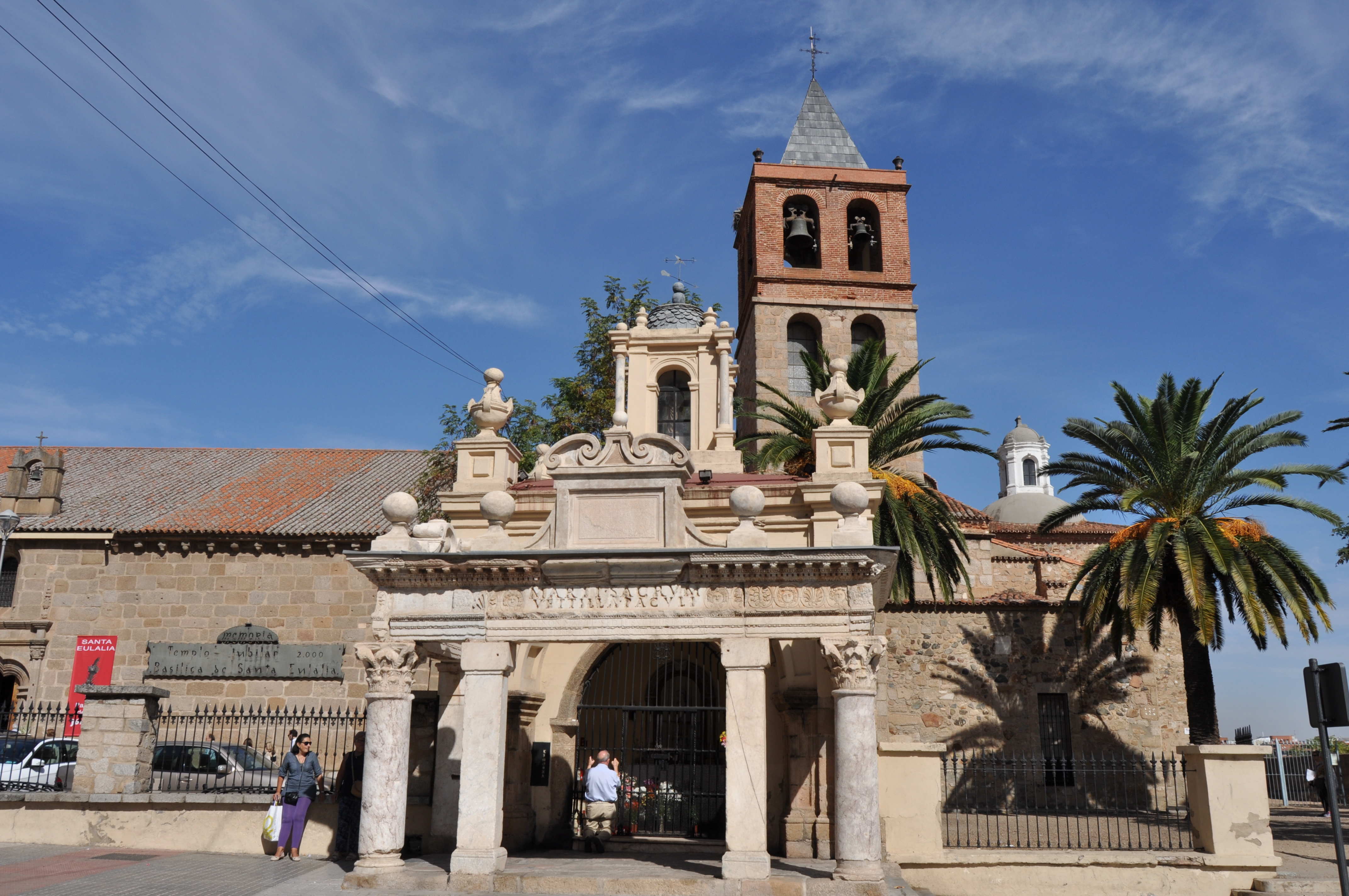
Chrám sv. Eulálie s antickým portikem

V raném středověku musela Mérida odolat několika vandalským nájezdům, dokud z ní Vizigóti neudělali hlavní město svého království. V 6. a 7. století byla z Méridy ovládána oblast téměř celého Španělska a Portugalska. V 5. a 6. století se mezi obyvatelstvem rozšířilo křesťanství, s přispěním biskupa misionáře Mausona. Z lidové víry té doby vzešla mučednice svatá Eulálie, patronka města, jejíž kostel byl založen na troskách římského chrámu. 
V roce 713 Arabové pod vedením Musa íbn Nusaira město dobyli a zdevastovali ho. I za islámské nadvlády zůstala Mérida biskupským sídlem, které bylo v roce 1119 přesunuto do Santiaga de Compostela. V roce 1230 město dobyla křesťanská vojska pod vedením krále Alfonse IX..
Ve 20. století se Mérida stala železničním uzlem a centrem průmyslu. Kromě toho vzrostl mezinárodní zájem o archeologii a restaurování starověkých budov města. 

## Podnebí
Mérida má středozemní kontinentální klima, které je ovlivňováno atlantským oceánem omývajícím portugalské pobřeží. Zimy jsou mírné a teplota málokdy spadne pod 0 °C. Léta jsou horká a teplota příležitostně překračuje 40 °C.
Roční srážky se pohybují okolo 450 až 500 mm. Největší počet srážek připadá na listopad a prosinec. Léta jsou suchá. Období sucha se, stejně jako v celém jižním Španělsku, pravidelně vrací v cyklech, které trvají od 2 do 5 let.
Na podzim je počasí velmi nestabilní, neustále se střídají období sucha se silnými bouřkami.

## Demografie
| Populace Méridy z let (1842–2010) | Populace Méridy z let (1842–2010) | Populace Méridy z let (1842–2010) | Populace Méridy z let (1842–2010) | Populace Méridy z let (1842–2010) | Populace Méridy z let (1842–2010) | Populace Méridy z let (1842–2010) | Populace Méridy z let (1842–2010) | Populace Méridy z let (1842–2010) |
| --------------------------------- | --------------------------------- | --------------------------------- | --------------------------------- | --------------------------------- | --------------------------------- | --------------------------------- | --------------------------------- | --------------------------------- |
| 1842                              | 1857                              | 1860                              | 1877                              | 1887                              | 1897                              | 1900                              | 1910                              | 1920                              |
| 3 780                             | 5 505                             | 5 975                             | 7 390                             | 10 063                            | 10 886                            | 11 168                            | 14 633                            | 15 502                            |
| 1930                              | 1940                              | 1950                              | 1960                              | 1970                              | 1981                              | 1991                              | 2001                              | 2010                              |
| 19 354                            | 25 501                            | 23 835                            | 34 297                            | 40 059                            | 41 783                            | 51 135                            | 50 271                            | 57 127                            |

## Památky
Antické římské stavby (v pořadí snímků v infoboxu): 
- Amfiteátr
- Akvadukt
- Římský most
- Dianin chrám
- Barokní špitál sv. Jana od Boha, nyní sídlo senátu provincie
- Římské národní muzeum (stavba z roku 1981, architekt Rafael Moneo)
- Metropolitní konkatedrála Panny Marie Větší, sídlo biskupa spojené diecéze Mérida-Badajoz; trojlodní gotická bazilika
- Kostel sv. Eulálie, patronky města, založen ve 4. století, jeho portikus pochází z římského Martova chrámu, byl přestavěn ve 13. století

## Moderní architektura
- Most Lusitania přes řeku Guadiana - (1991) projektoval architekt Santiago Calatrava

## Kultura a školství
- každoročně se pořádá letní festival Emerita Ludica
- Univerzita (Universidad de Extremadura) byla založena roku 1973.

## Partnerská města

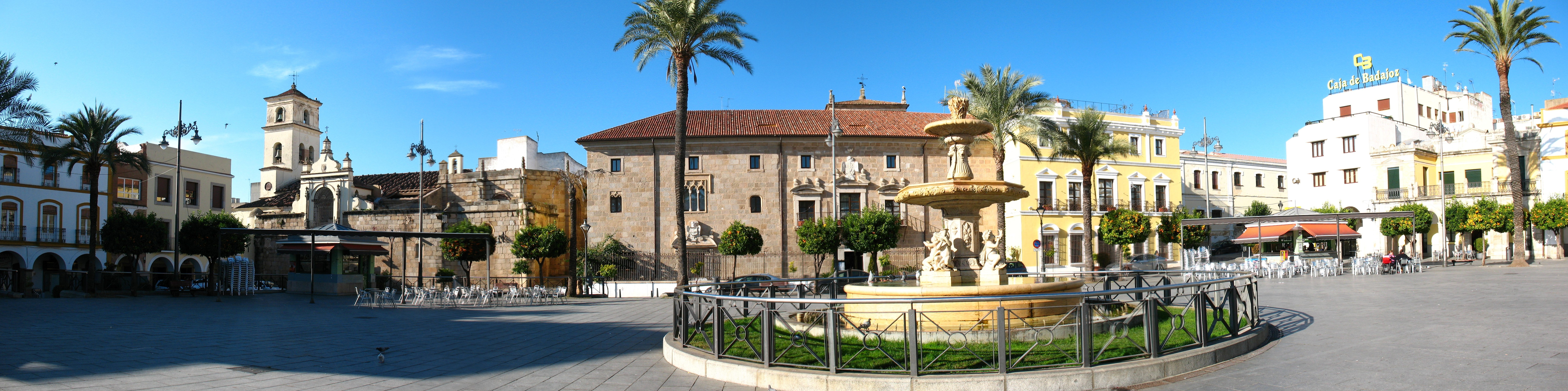
Panorama Plaza de España: vlevo katedrála Panny Marie, gotický palác Vera-Mendoza, barokní kašna s tritony

- Mérida, Filipíny
- Mérida, Mexiko
- Mérida, Venezuela
- Řím, Itálie